# Подмывание (гигиена)
Подмыва́ние — гигиенические процедуры, заключающиеся в очищении наружных половых органов и ануса от загрязнения, смегмы.

## Гигиеническое подмывание
Подмывание производится водой, водным раствором перманганата калия или с мылом. Во время менструации рекомендуется использовать кипячёную воду. Подмывание грудных детей производится после акта дефекации или мочеиспускания. Женщинам врачи рекомендуют подмываться не реже двух раз в день, мужчинам — не реже одного раза в день.
Подмывание необходимо также при интравагинальном введении лекарств.
Подмывание рекомендуется применять при геморрое и трещине заднего прохода в качестве альтернативы использованию туалетной бумаги.

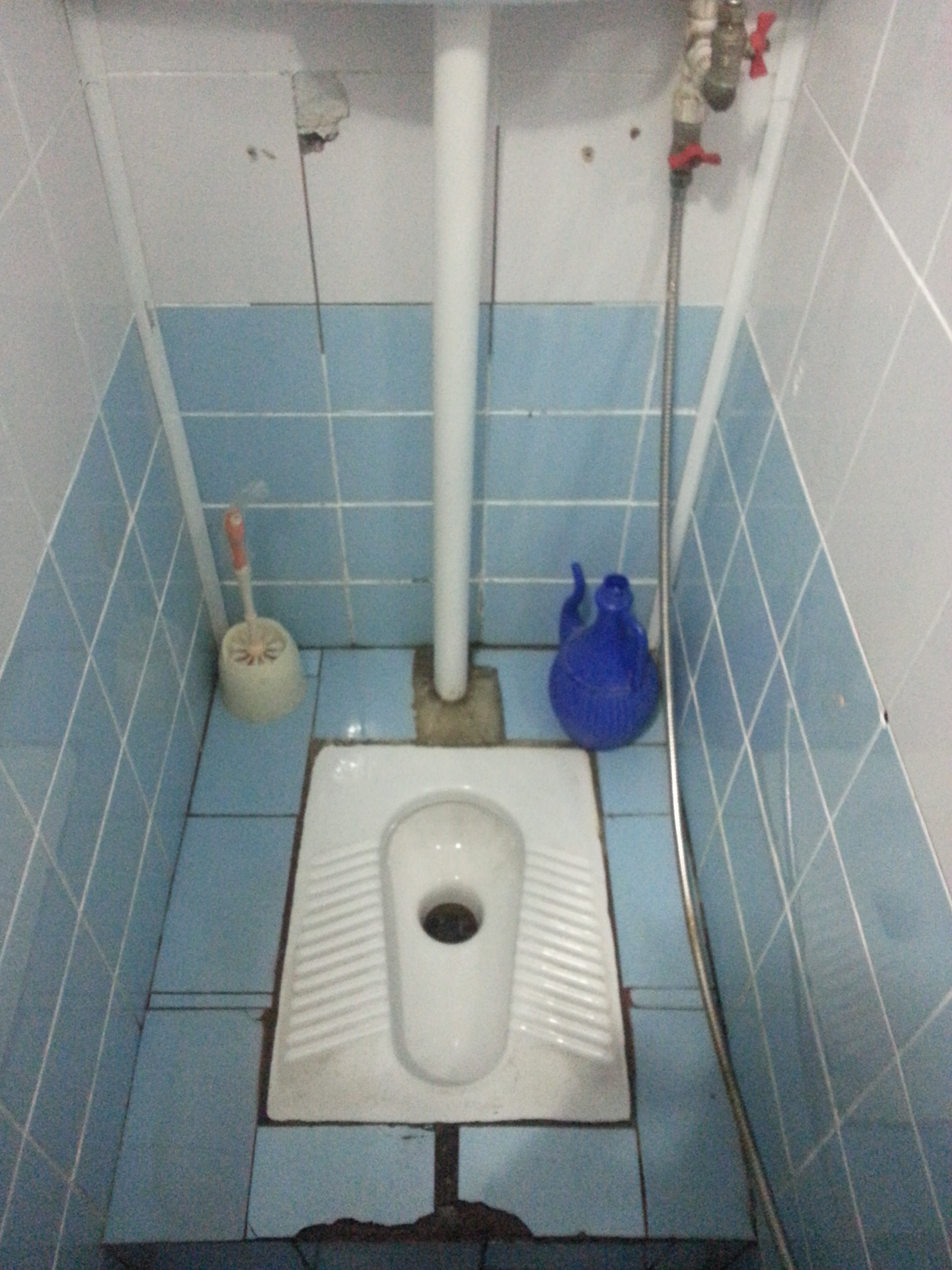
Мусульманский туалет в мечети с душем и кувшином для подмывания

## В исламе
В исламском праве подмывание именуется как истинджа (араб. إستنجاء‎). Подмывание совершается только после окончания процесса испражнения и мочеиспускания. Омывать мужской половой орган нужно начиная от «корня» до «кончика» не менее трёх раз (если требуется ещё большее число полосканий, нужно довести их до нечётного числа), а затем встряхнуть три раза.
Халатное отношение к очищению от нечистот и скверны считается грехом и мерзким поступком. В хадисе, передаваемом от Абу Хурайры со слов Мухаммеда, говорится, что люди подвергнутся мучениям в могиле из-за этого.